# Bulbophyllum manarae
Bulbophyllum manarae är en orkidéart som beskrevs av Ernesto Foldats. Bulbophyllum manarae ingår i släktet Bulbophyllum och familjen orkidéer. Inga underarter finns listade i Catalogue of Life.